# Zellenleiter
Zellenleiter (en español: líder de la célula) era un título político del Partido Nacionalsocialista que existió entre los años de 1930 y 1945. Un zellenleiter tenía un rango más alto que el de un blockleiter y estaba a cargo de una célula nacionalsocialista encargada de ocho a doce manzanas de la ciudad.

## Historia y uso
La posición de zellenleiter se creó por primera vez en 1930 como un título de liderazgo político de nivel medio. Originalmente conocido como zellenwart, en 1933 después de que los nacionalsocialistas llegaran al poder, el rango de zellenwart fue reemplazado por un nuevo rango conocido como stellenleiter. Fueron los stellenleiters, a nivel local del Partido Nacionalsocialista que abarcaban ciudades y pueblos alemanes, quienes tenían el título posicional de zellenleiter, y a menudo se los llamaba como tales en contraste con su rango político real. Tales personas respondían a un funcionario conocido como ortsgruppenleiter, considerado el jefe nacionalsocialista en una región municipal.
En 1939, el Partido Nacionalsocialista completó la renovación de su sistema de clasificación política y creó una gran cantidad de nuevos rangos políticos en el NSDAP y el título de zellenleiter se adoptó en su forma final. Los titulares de la posición ahora tenían un rango político nacionalsocialista estándar (normalmente bereitschaftsleiter o einsatzleiter), mientras que también mostraban un brazalete político que denotaba su posición como un zellenleiter. También hubo tres posiciones primarias de zellenleiter, siendo estas:
- Zellenleiter (líder de célula)
- Zellenwalter (administrador de célula)
- Zellenobmann (capataz de célula)

También existían dos posiciones especiales, conocidas como betriebszellenobmann y hauptbetriebszellenobmann, pero estaban más centradas en los deberes de producción de guerra que en la cadena de mando de la célula nacionalsocialista.

## Tareas
El rango político original de Zellenwart se usó para supervisar a los líderes políticos locales NS durante una época en que el Partido Nacionalsocialista intentaba ganar el poder en la República de Weimar. Después del establecimiento de la Alemania Nacionalsocialista en 1933, la posición política de Zellenleiter se convirtió en un tipo de hombre fuerte político y, por lo general, era el más alto funcionario nacionalsocialista con el que la población en general tenía relaciones directas en el día a día.
Durante la Segunda Guerra Mundial, los Zellenleiters supervisaron las actividades de los Blockleiters bajo su mando. El enfoque principal estaba en la aplicación de las políticas nacionalsocialistas, la promulgación de la producción de guerra y la administración de los esfuerzos de ayuda civil, especialmente hacia el final de la guerra cuando Alemania fue invadida. A medida que se avecinaba la derrota del Tercer Reich, muchos Zellenleiters se asociaron con la Volksturm y sirvieron como comandantes militares ad hoc cuando surgió la necesidad.